# Серванс-М'єллен
Серванс-М'єллен (фр. Servance-Miellin) — муніципалітет у Франції, у регіоні Бургундія-Франш-Конте, департамент Верхня Сона. Серванс-М'єллен утворено 1 січня 2017 року шляхом злиття муніципалітетів Серванс i М'єллен. Адміністративним центром муніципалітету є Серванс. Населення — 767 осіб (01.01.2021).